# Lill-Kölsjön
Lill-Kölsjön är en sjö i Härjedalens kommun i Härjedalen och ingår i Dalälvens huvudavrinningsområde. Sjön har en area på 0,372 kvadratkilometer och ligger 783,1 meter över havet. Lill-Kölsjön ligger i Kölån (Österdalälven) Natura 2000-område. Sjön avvattnas av vattendraget Fjätan (Kölån).

## Delavrinningsområde
Lill-Kölsjön ingår i det delavrinningsområde (690803-135266) som SMHI kallar för Utloppet av Lill-Kölsjön. Medelhöjden är 787 meter över havet och ytan är 0,91 kvadratkilometer. Räknas de 5 avrinningsområdena uppströms in blir den ackumulerade arean 18,29 kvadratkilometer. Fjätan (Kölån) som avvattnar avrinningsområdet har biflödesordning 2, vilket innebär att vattnet flödar genom totalt 2 vattendrag innan det når havet efter 520 kilometer. Avrinningsområdet består mestadels av skog (39 procent) och sankmarker (20 procent). Avrinningsområdet har 0,38 kvadratkilometer vattenytor vilket ger det en sjöprocent på 41,3 procent.